# Bahnhof Oshamambe
Der Bahnhof Oshamambe (jap. 長万部駅, Oshamambe-eki) ist ein Bahnhof auf der japanischen Insel Hokkaidō. Er befindet sich in der Unterpräfektur Oshima auf dem Gebiet der Stadt Oshamambe. Ab 2031 soll er von Shinkansen-Hochgeschwindigkeitszügen bedient werden.

## Verbindungen
Oshamambe ist ein Trennungsbahnhof an der Hakodate-Hauptlinie von Hakodate nach Sapporo, der bedeutendsten Bahnstrecke Hokkaidōs. Von dieser zweigt die Muroran-Hauptlinie in Richtung Muroran, Tomakomai und Iwamizawa ab. Beide Linien werden von der Gesellschaft JR Hokkaido betrieben.
Neben Regionalzügen halten in Oshamambe auch sämtliche Schnellzüge zwischen Hakodate und Sapporo. Diese tragen die Bezeichnungen Hokuto und Super Hokuto und verkehren auf der Verbindung Hakodate–Oshamambe–Muroran–Tomakomai–Sapporo. Der Abschnitt der Hakodate-Hauptlinie zwischen Oshamambe und Kutchan führt durch schwach besiedeltes Gebiet und wird deshalb nur von wenigen Regionalzügen täglich befahren. Vor dem Bahnhof halten Buslinien der Gesellschaften Hakodate Bus und Niseko Bus.

## Anlage
Der Bahnhof steht am Rande des Stadtzentrums und ist von Süden nach Norden ausgerichtet. Er besitzt zehn Gleise; vier davon dienen dem Personenverkehr und befinden sich an zwei Mittelbahnsteigen. Eine gedeckte Überführung stellt die Verbindung zum Empfangsgebäude an der Ostseite der Anlage her.

## Gleise
| 1     | ▉ Hakodate-Hauptlinie | Hakodate (Schnellzüge)                              |
| 2     | ▉ Muroran-Hauptlinie  | Higashi-Muroran • Tomakomai • Sapporo (Schnellzüge) |
| 2     | ▉ Hakodate-Hauptlinie | Kutchan • Otaru                                     |
| 3 • 4 | ▉ Hakodate-Hauptlinie | Mori • Hakodate                                     |
| 3 • 4 | ▉ Hakodate-Hauptlinie | Kutchan • Otaru                                     |
| 3 • 4 | ▉ Muroran-Hauptlinie  | Higashi-Muroran • Tomakomai • Sapporo               |

## Bilder

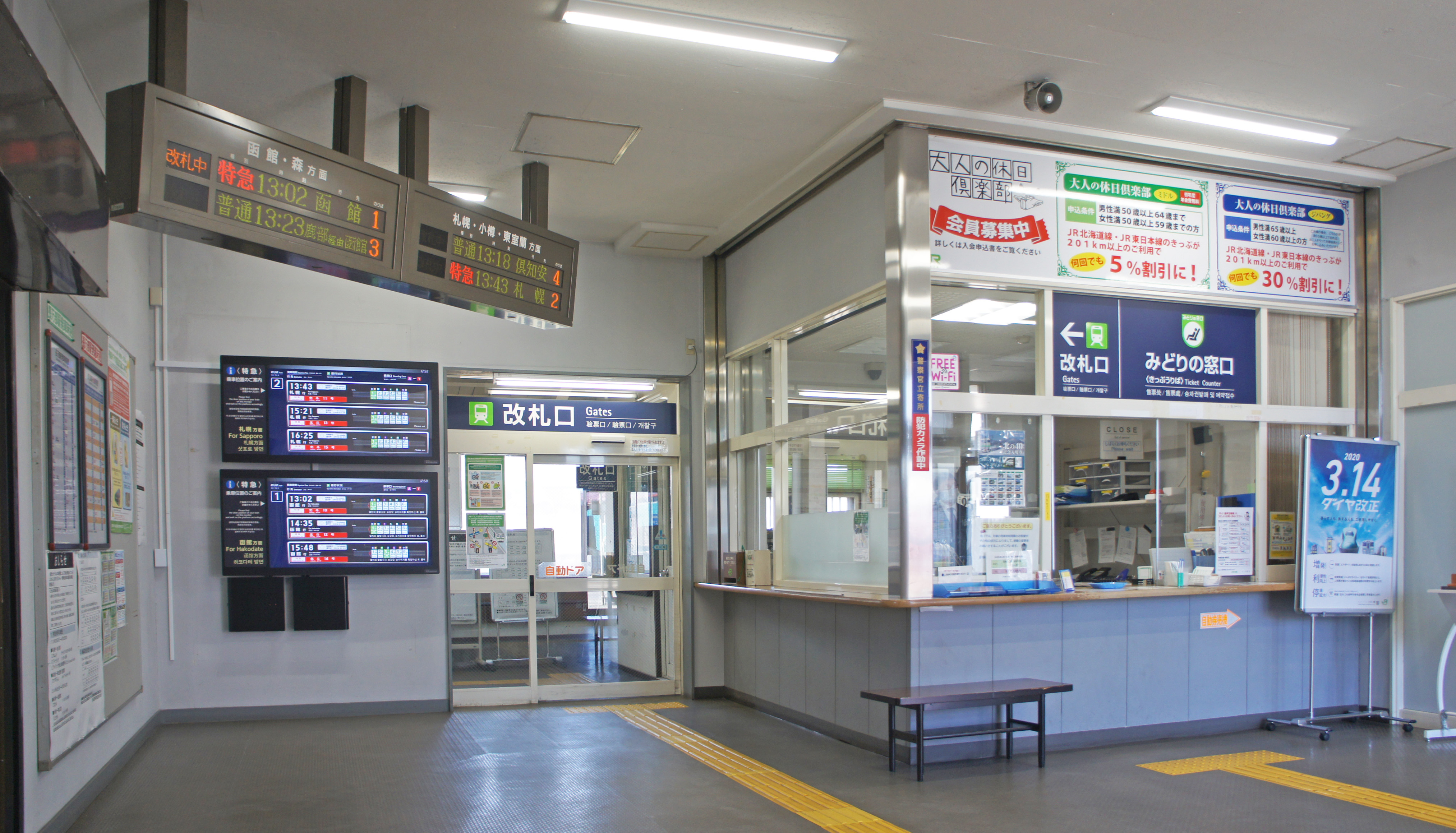
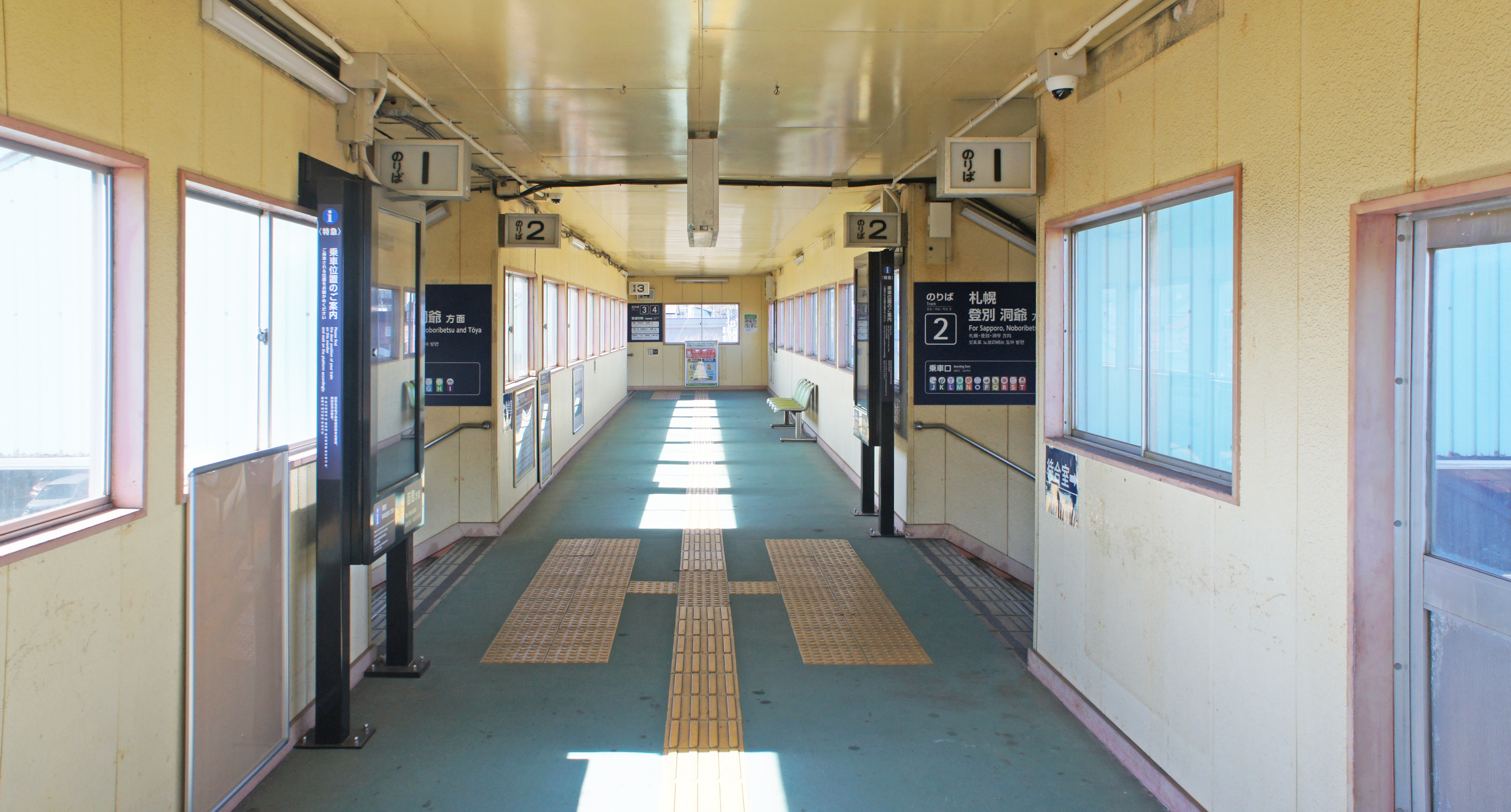
Überführung
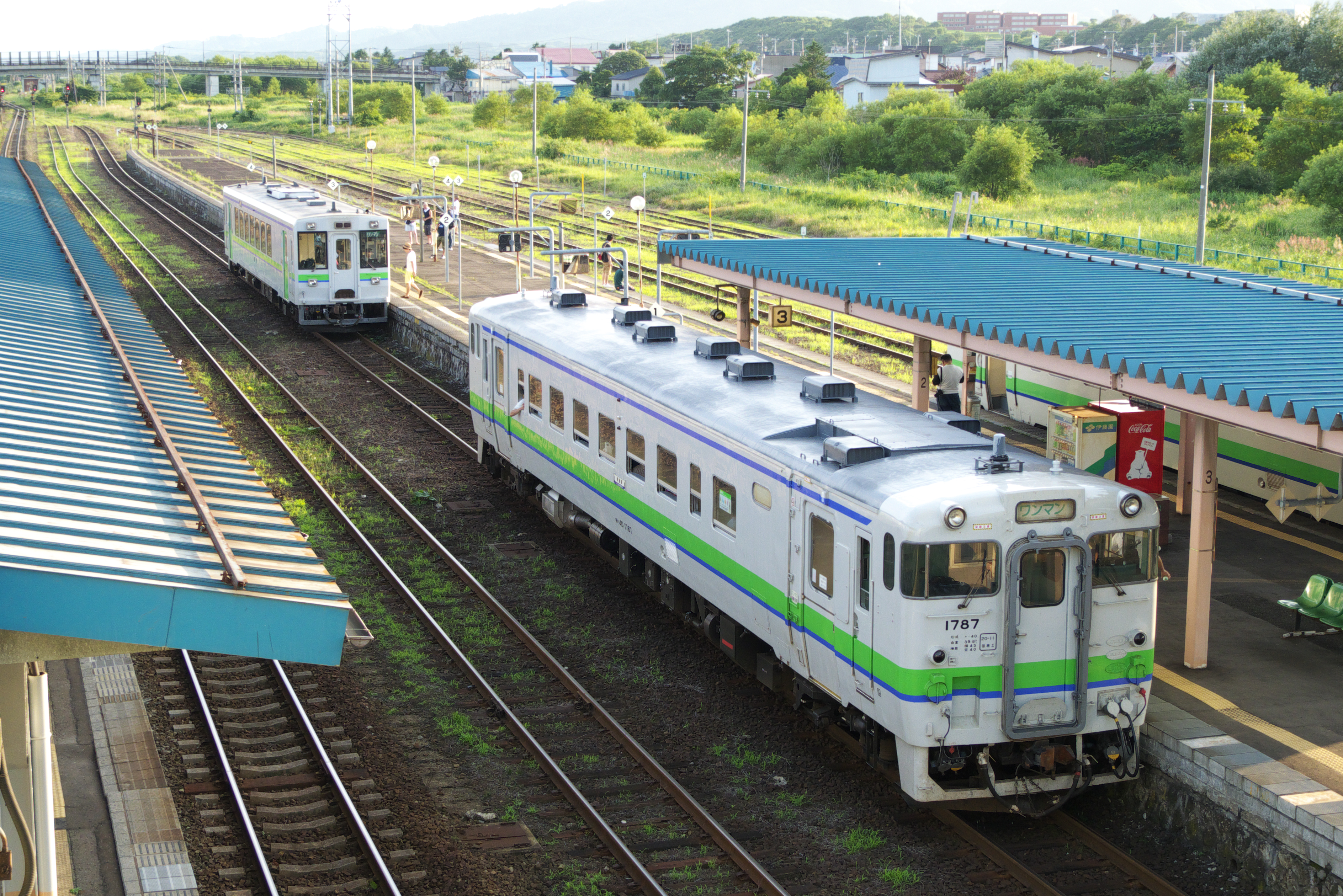
Dieseltriebzüge der Baureihe KiHa 150
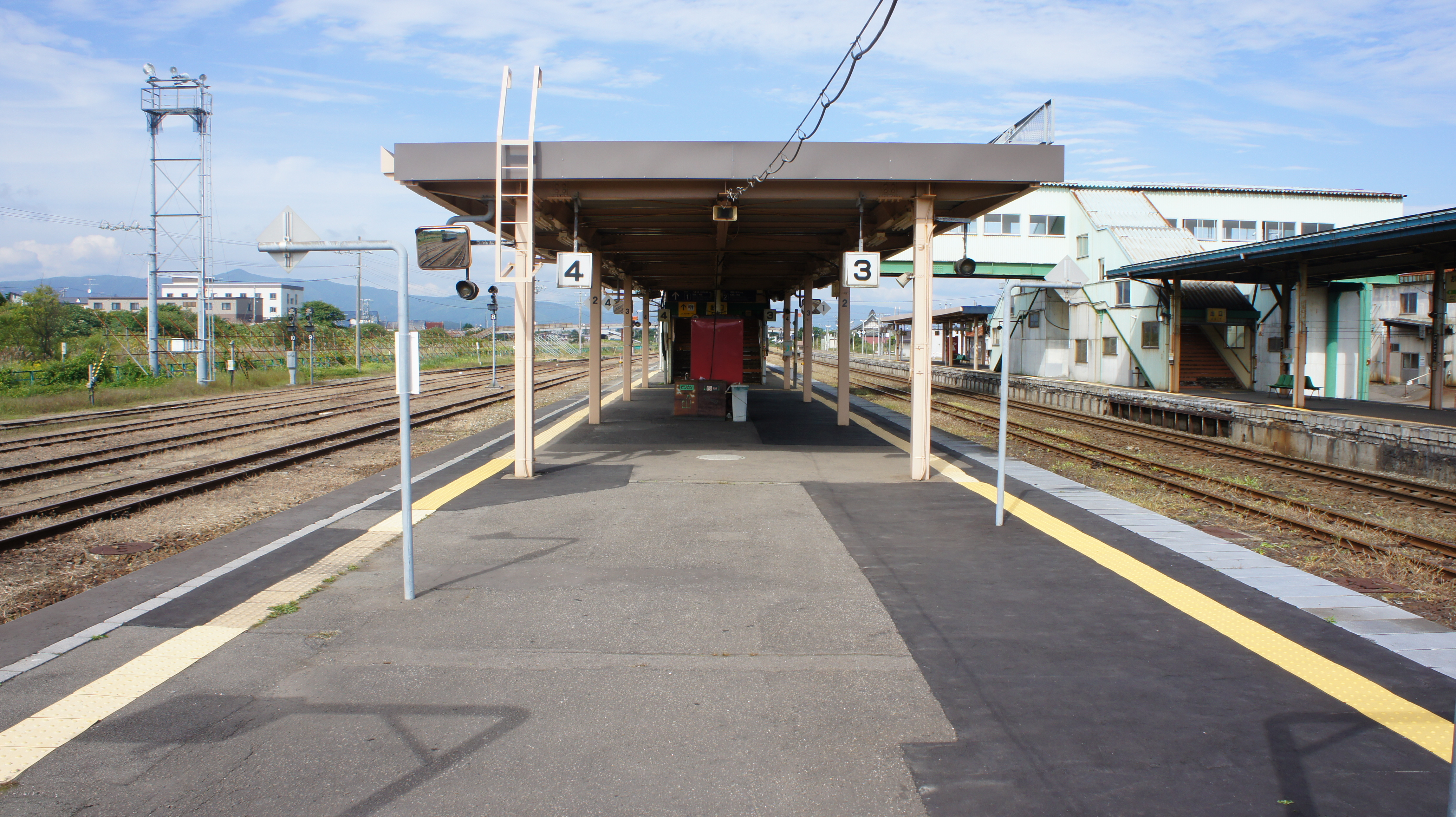
Mittelbahnsteig
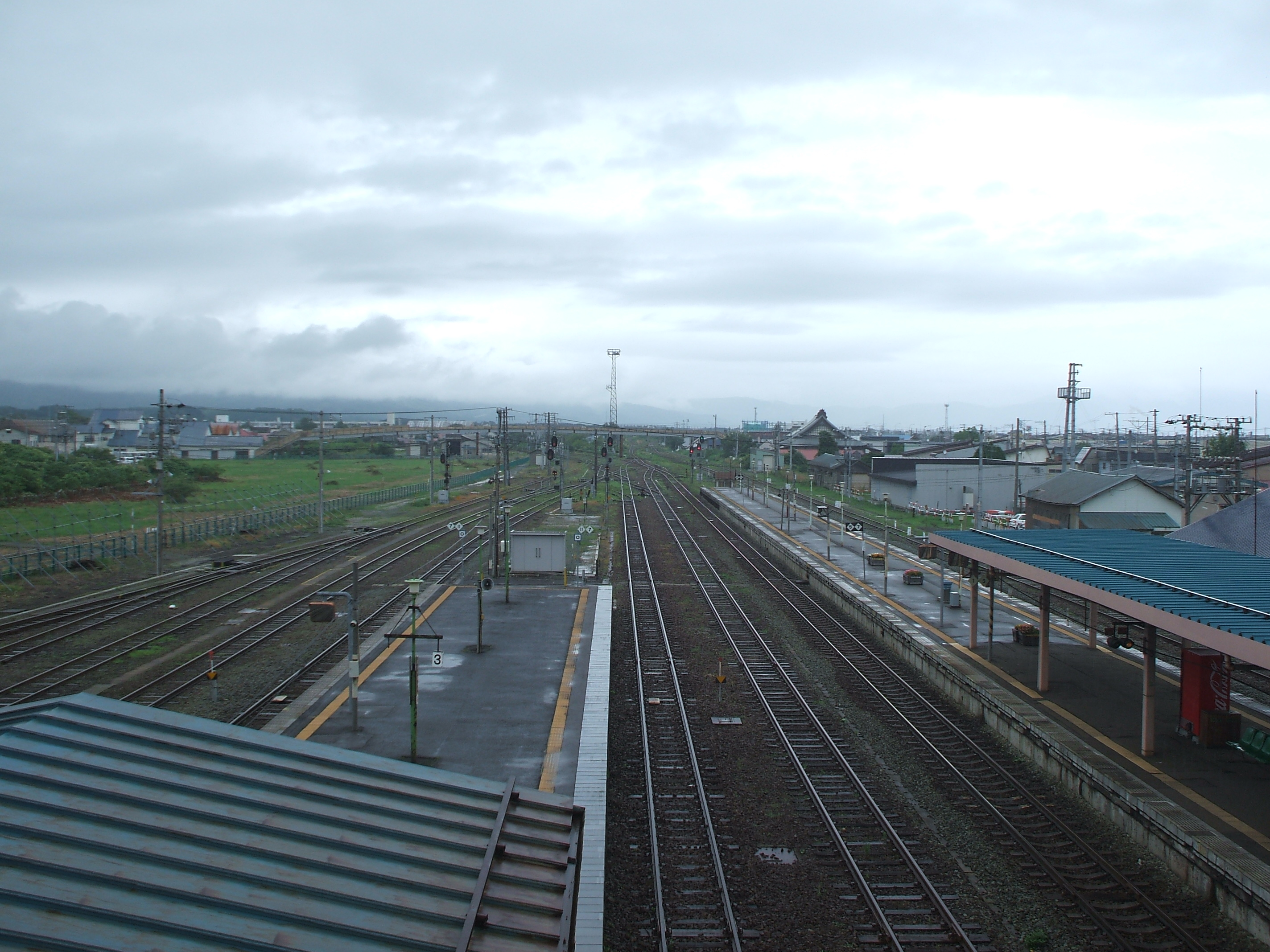
Im Bahnhof (die Rückseite des Bildschirms zeigt in Richtung Sapporo). Gleise 1, 2, 3 und 4 von rechts.

## Linien
| Verlauf der Hakodate-Hauptlinie |
| --- |
| Hakodate • Goryōkaku • Kikyō • Ōnakayama • Nanae • Shin-Hakodate-Hokuto • Niyama • Ōnuma • Ōnumakōen • Akaigawa • Komagatake • Mori • Katsuragawa • Ishiya • Hon-Ishikura • Ishikura • Otoshibe • Nodaoi • Yamakoshi • Yakumo • Washinosu • Yamasaki • Kuroiwa • Kita-Toyotsu • Kunnui • Oshamambe • Futamata • Warabitai • Kuromatsunai • Neppu • Mena • Rankoshi • Konbu • Niseko • Hirafu • Kutchan • Kozawa • Ginzan • Shikaribetsu • Niki • Yoichi • Ranshima • Shioya • Otaru • Minami-Otaru • Otaru-Chikkō • Asari • Zenibako • Hoshimi • Hoshioki • Inaho • Teine • Inazumikōen • Hassamu • Hassamuchūō • Kotoni • Sōen • Sapporo • Naebo • Shiroishi • Atsubetsu • Shinrinkōen • Ōasa • Nopporo • Takasago • Ebetsu • Toyohoro • Horomui • Kami-Horomui • Iwamizawa • Minenobu • Kōshunai • Bibai • Chashinai • Naie • Toyonuma • Sunagawa • Takikawa • Ebeotsu • Moseushi • Fukagawa • Osamunai • Chikabumi • Asahikawa Sawara-Zweigstrecke: Ōnuma • Chōshiguchi • Shikabe • Oshima-Numajiri • Oshima-Sawara • Kakarima • Oshironai • Higashi-Mori • Mori |

| Verlauf der Muroran-Hauptlinie |
| --- |
| Oshamambe • Shizukari • Koboro • Rebun • Ōkishi • Toyoura • Tōya • Usu • Nagawa • Datemombetsu • Kita-Funaoka • Mareppu • Kogane • Sakimori • Moto-Wanishi • Higashi-Muroran • Washibetsu • Horobetsu • Tomiura • Noboribetsu • Kojōhama • Takeura • Kita-Yoshihara • Hagino • Shiraoi • Shadai • Nishikioka • Itoi • Aoba • Tomakomai • Numanohata • Toasa • Hayakita • Abira • Oiwake • Mikawa • Furusan • Yuni • Kuriyama • Kurioka • Kurisawa • Shibun • Iwamizawa Muroran-Zweigstrecke: Higashi-Muroran • Wanishi • Misaki • Bokoi • Muroran |

## Geschichte

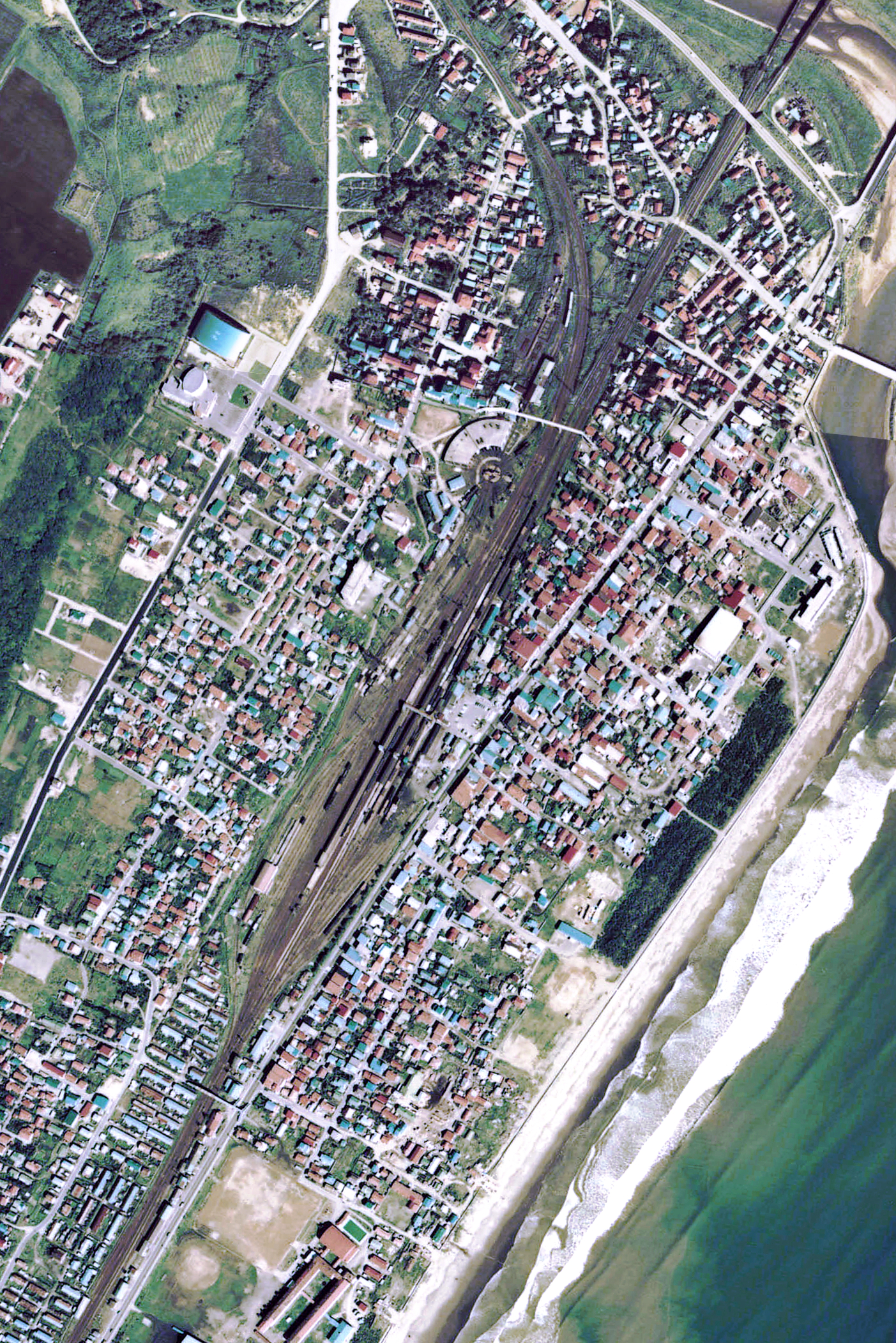
Luftansicht (1976)

Die Bahngesellschaft Hokkaidō Tetsudō eröffnete den Bahnhof am 3. November 1903, zusammen mit dem Abschnitt Mori–Neppu der Hakodate-Hauptlinie. Nach der Verstaatlichung am 1. Juli 1907 war das Eisenbahnamt (das spätere Eisenbahnministerium) zuständig. Es nahm am 10. Dezember 1923 die Strecke Oshamambe–Shizukari in Betrieb, den ersten Abschnitt der Muroran-Hauptlinie; ab 1928 war die Strecke durchgängig befahrbar. Ausbauten auf Doppelspur erfolgten 1965 zwischen Oshamambe und Nakanosawa sowie 1969 zwischen Oshamambe und Shizukari.
Von 1929 bis 1986 war Oshamambe Ausgangspunkt aller Personenzüge, die neun Kilometer weiter südlich in Kunnui auf die Setana-Linie abbogen. Aus Kostengründen stellte die Japanische Staatsbahn den Güterumschlag am 1. Februar 1984 ein, am 14. März 1985 auch die Gepäckaufgabe. Kurz nach Abschluss der Renovierung des Empfangsgebäudes ging der Bahnhof am 1. April 1987 im Rahmen der Staatsbahnprivatisierung in den Besitz der neuen Gesellschaft JR Hokkaido über.

## Zukunft
Die Hochgeschwindigkeitsstrecke Hokkaidō-Shinkansen endet seit 2016 am Bahnhof Shin-Hakodate-Hokuto. Zurzeit wird an der zweiten Etappe bis Sapporo gebaut. In Oshamambe soll unmittelbar westlich des bestehenden Bahnhofs eine aufgeständerte Anlage für Shinkansen-Züge entstehen. Die Eröffnung ist im Jahr 2031 vorgesehen.